# Birger al Suediei
Birger - în suedeză: Birger Magnusson - (n. 1280, Suedia – d. 31 mai 1321, Danemarca, Regatul Danemarcei⁠(d)) a fost regele Suediei din 1290 până în 1318. A fost fiul lui Magnus al III-lea al Suediei și a celei de-a doua sa soție, Hedviga de Holstein. El a succedat tronul la vârsta de patru ani, acest lucru fiind făcut de tatăl său în scopul de a asigura succesiunea. 
Regele Magnus l-a numit pe Torgils Knutsson, Conetabil de Realm, să fie gardianul lui Birger iar în 1293, Birger a fost încoronat la Söderköping după căsătoria cu prințesa Martha a Danemarcei, fiica regelui Eric al V-lea al Danemarcei.
Birger avea doar zece ani atunci când tatăl sau a murit, iar Torgils Knutsson a devenit cel mai influent om din Suedia. În 1293, Torgils Knutsson a condus suedezii la o bătălie în vestul regiunii Karleia unde aceștia au ieșit victorioși. Când Torgils Knutsson s-a întors de la cunducerea cruciadei din Finlanda, a izbucnit un conflict între frați iar acesta l-a susținut pe regele Birger.
Birger a atins vârsta majoratului atunci când a izbucnit un nou conflict în interiorul Bisericii din Suedia cu privire la interpretarea Privilegiilor din 1280, care fusese costul pentru sprijinul Bisericii care l-a susținut pe tatăl său. Frații regelui, Eric Magnusso, Duce de Södermanland și Valdemar Magnusson, Duce de Finalnda, au profitat de acest conflict. Ducele Eric a încercat să stabilească un regat independent în jurul regiunii Bohuslän, domeniu primit ca parte a căsătoriei sale cu prințesa norvegiană Ingeborg și Halland, la granița dintre Suedia, Norvegia și Danemarca. A izbucnit un război civil însă până în 1306 ducii l-au recunoscut pe fiul lui Birger, Magnus Birgersson, ca succesor la tron. Torgils Knutsson, care a fost socrul ducelui Valdemar, a fost executat în 1306, în semn de reconciliere între regele Birger și frații săi. În același an, într-un eveniment cunoscut sub numele de ‘’jocurile Håtuna’’, Birger a fost luat prizonier de către frații săi, pe moșia regală Håtuna din Uppland și dus la Castelul Nyköping.
În 1308, Eric și Valdemar au fost forțați de către regele danez să-l elibereze pe regele Birger, iar aceștia au făcut acest lucru în condiții umilitoare. Când regele Birger a fost liber, el a căutat ajutor în Danemarca, iar cerata a izbucnit din nou. Birger a rămas rege doar cu numele, a fost nevoit să renunțe la domeniul Regal, schimbându-l pentru estul regiunii Uppland, Närke, fostul ducat al fratelui său Eric, Södermanland, Östergötland, Gotland și Castelul Viborg.
În 1312, Ducele Eric s-a căsătorit cu Ingeborg de Norvegia, fiica regelui Haakon al V-lea al Norvegiei, în același timp în care fratele său, Valdemar, s-a căsătorit cu Ingeborg Eriksdottir de Norvegia, fiica regelui Eric al II-lea al Norvegiei.
Ducele Eric a deținut și Bohuslän din Norvegia, precum și nordul Hallandului și a creat un regat separat centrat în jurul regiunii Göta Älv. În 1317, Birger i-a capturat pe frații săi în timpul banchetului din Nyköping. Conform cronicii lui Eric, cei doi frați au murit de foame într-o pivniță a Castelului Nyköping.
Birger a fost demis de susținătorii fraților săi în 1318 și a plecat în exil la cumnatul său, regele Eric al VI-lea al Danemarcei, luând arhivele roaile cu el. Fiul său, prințul Magnus Birgesson, a fost executat la Stockholm. În 1319, la vârsta de trei ani, fiul ducelui Eric, Magnus al VII-lea al Norvegiei a fost primit ca rege sub numele de Magnus al IV-lea al Suediei, sub regența bunicii sale, regina Helvig și a mamei sale, regina Ingeborg.